# Église Sainte-Eulalie d'Isturitz
L'église Sainte-Eulalie est l'église du village d'Isturitz dans le Pays basque français (Pyrénées-Atlantiques). Dédiée à sainte Eulalie, martyrisée sous Dioclétien, elle dépend de la paroisse Bienheureux-François-Dardan du diocèse de Bayonne.

## Histoire et description
L'église romane est mentionnée dans les archives du royaume de Navarre en 1291. Elle a été réaménagée au XVIIe siècle. L'édifice est à nef unique sans transept et se termine par un chœur en cul-de-four. Le mur-clocher domine la façade occidentale au-dessus d'un porche massif. Trois petites fenêtres sont percées de chaque côté à hauteur inégale. L'édifice d'aspect trapu mesure 32 m de longueur pour 14 m de largeur.
L’encadrement de pierre de la porte date du XVIIe siècle, ainsi qu'à l'intérieur les trois retables de bois dorés classés aux monuments historiques. La toiture de l'église a été surélevée de 4 mètres au XIXe siècle, pour permettre de faire courir à l'intérieur trois étages de galeries de bois sur les parois de côté et celle de la contrefaçade, terminées par un escalier en colimaçon. Celles-ci étaient réservées jusque dans les années 1970 aux hommes. Les peintures murales datent du début du XXe siècle. Sur fond rouge et or, elles ont été restaurées de 2000 à 2002. Le tableau du retable du maître-autel entre deux colonnes corinthiennes, dont la base est sculptée de pampres, représente le martyre de sainte Eulalie au bûcher flanquée de deux personnages enturbannés. Le retable est accosté de rinceaux richement sculptés. Au dessus, une Vierge sur médaillon à fond bleu azur avec les douze étoiles est surmontée de la tête du Christ couronné d'épines, tandis que tout en haut deux angelots portent la Croix. Les statues des autels latéraux sont sulpiciennes datant du début du XXe siècle et représentent à gauche la Vierge de Lourdes et à droite saint Joseph portant l'Enfant Jésus.